# Pristimantis philipi
Pristimantis philipi är en groddjursart som först beskrevs av Lynch och William Edward Duellman 1995.  Pristimantis philipi ingår i släktet Pristimantis och familjen Strabomantidae. IUCN kategoriserar arten globalt som otillräckligt studerad. Inga underarter finns listade i Catalogue of Life.